# 楽の湯
楽の湯（らくのゆ）は、建設業のナカシロが運営しているスーパー銭湯チェーン。愛知県で3店舗、福岡県では照葉スパリゾート（てりはスパリゾート）という屋号で2店舗展開している。なお、全店舗に岩盤浴の設備がある。

## 楽の湯

### 天然温泉楽の湯 こまき

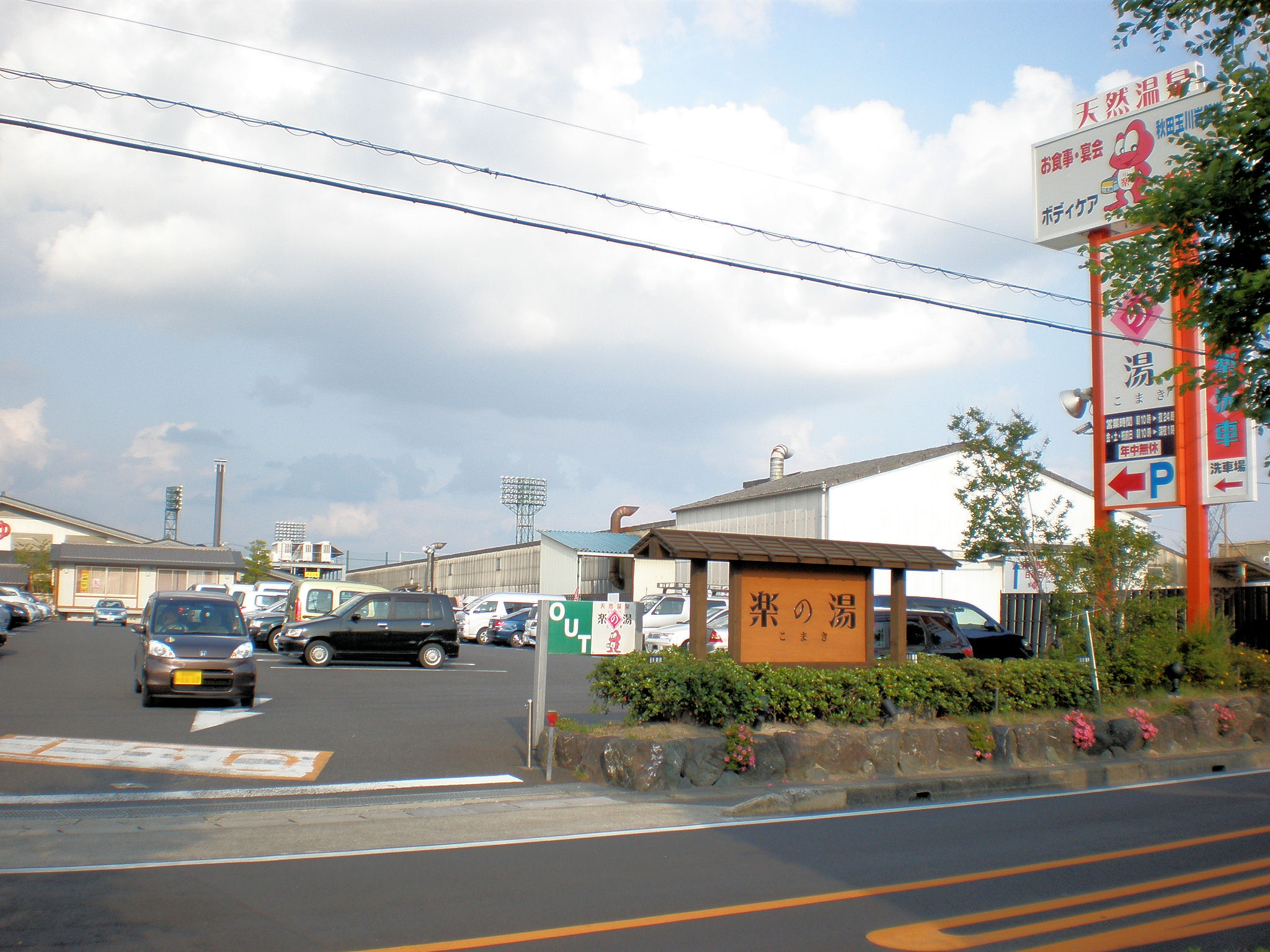
楽の湯こまき（駐車場入り口）

愛知県小牧市郷中2丁目182-2にて営業している1号店。2003年12月に「こまき楽の湯」として開業した。露天風呂には敷地内から涌き出た天然の温泉を使用している。入浴施設以外では岩盤浴や飲食店施設、整体、理容・美容室、ゲームセンターなども有している（詳細は下記の「#施設」、公式サイト参照）。2013年9月9日より12月12日まで改修工事に伴い一時休館していた。12月13日にリニューアルオープン。

#### 温泉の基礎データ
- 泉質：単純弱放射能温泉（低張性-アルカリ性-低温泉）
アルカリ性で、天然のラドンやトロンを含む。
- 効能：神経痛・筋肉痛・冷え性・慢性婦人病・美肌効果 など

#### 外湯
- 大型岩風呂
- 檜風呂
- 気泡風呂

#### 内湯
（※天然温泉未使用）
- 電気風呂
- リラックスバス など

#### その他
- サウナ
- 岩盤浴
- ゲルマニウム温浴
- 整体
- 足裏マッサージ
- 垢すり
- 理容・美容室
- 飲食施設
- ゲームセンター

#### 周辺
- 小牧市南スポーツセンター
- フィール小牧店

#### 公式サイト
- 天然温泉楽の湯 こまき

### 天然温泉楽の湯 みどり
愛知県名古屋市緑区鳴海町笹塚22番地にて営業している2号店。2005年10月に「みどり楽の湯」として開業した。露天風呂は敷地内から涌き出た天然の温泉を使用している他、室内風呂（内湯）には人工炭酸泉やサウナなどもある。入浴施設以外では岩盤浴や飲食店施設、整体、理容・美容室なども有している（詳細は公式サイト参照）。

#### 温泉の基礎データ
- 泉質：ナトリウム-塩化物・炭酸水素塩温泉（低張性-アルカリ性-温泉）
- 効能：神経痛・筋肉痛・関節痛・冷え性・うちみ・くじき・疲労回復・健康増進など

#### 周辺
- アピタ緑店
- 徳重駅

#### 公式サイト
- 天然温泉楽の湯 みどり

### 大庭園露天風呂楽の湯 おかざき

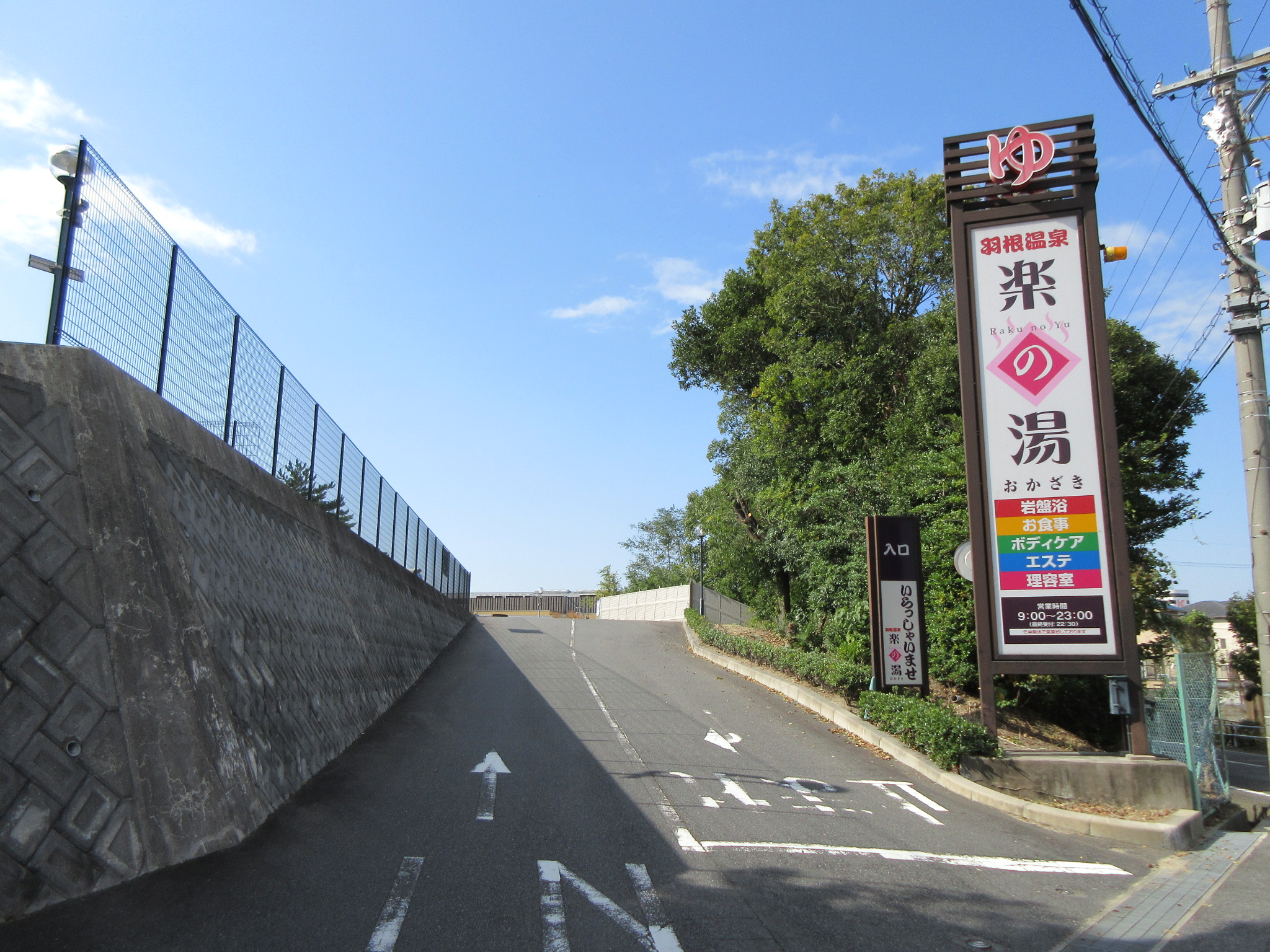
おかざき楽の湯

愛知県岡崎市庄司田1丁目14番14号にて営業している3号店。2007年1月に「おかざき楽の湯」として開業した。浴場には「天竜石」を敷いた大露天風呂や人工温泉（ナトリウム-炭酸水素塩・塩化物泉/低張性-アルカリ性）、人工炭酸泉、サウナなどがある。入浴施設以外では岩盤浴や飲食店施設、各種マッサージ、エステ、高濃度酸素カプセル、理容・美容室なども有している（詳細は公式サイト参照）。

#### 周辺
- 岡崎市立翔南中学校
- 岡崎駅

#### 公式サイト
- 大庭園露天風呂楽の湯 おかざき

## （姉妹店）照葉スパリゾート

### 照葉スパリゾート 福岡本店
福岡県福岡市東区香椎照葉5丁目2番15号照葉ガーデンスクエア内にて営業している。2015年8月に「照葉スパリゾート」として開業、姉妹店としては初出店となる。
近日には当施設に隣接している、宿泊・飲食施設の「照葉スパリゾート 福岡本店 HOTEL＆SPA」を同社が開業しているが、新型コロナウイルス感染症流行の影響により未定である。

#### 周辺
- 福岡市立こども病院
- スーパーセンタートライアルアイランドシティ店

#### 公式サイト
- 照葉スパリゾート 福岡本店

### 照葉スパリゾート 門司店
福岡県北九州市門司区大里本町3丁目13番26号にて営業している4号店。2007年9月に「もじ楽の湯」として開業、愛知県外では初出店となる。浴場は関門海峡の眺望を楽しめる露天風呂や人工温泉（ナトリウム-炭酸水素塩・塩化物泉/低張性-アルカリ性）、人工炭酸泉、サウナなどがある。入浴施設以外では岩盤浴や飲食店施設、整体なども有している（詳細は公式サイト参照）。
2011年3月には当施設に隣接している、宿泊・飲食施設の「MOJI PORT」を同社が開業している。
2019年12月、今の屋号としてリニューアルオープンした。当店舗では2店舗目となる。それと共に、当施設に隣接している、宿泊・飲食施設の店名が「照葉スパリゾート 門司店 ホテル棟」に変更。

#### 周辺
- ヤマダ電機門司店
- 門司駅

#### 公式サイト
- 照葉スパリゾート 門司店